# ميخائيل هوفمان
ميخائيل هوفمان (بالألمانية: Michael Hofmann)‏ (3 نوفمبر 1972 في ألمانيا - ) هو لاعب كرة قدم ألماني في مركز حراسة المرمى. لعب مع ميونخ 1860 ويان ريغينسبورغ وSV Pullach ‏ وSpVgg Bayreuth ‏ وTSV 1860 Munich II ‏.

## وصلات خارجية
- ميخائيل هوفمان على موقع قاعدة بيانات كرة القدم.إي يو (الإنجليزية)
- ميخائيل هوفمان على موقع بيانات كرة القدم. دي إي (الألمانية)
- ميخائيل هوفمان على موقع عالم كرة القدم.نت (الإنجليزية)